# Broderskab (film)
 For alternative betydninger, se Broderskab (flertydig). (Se også artikler, som begynder med Broderskab)
Broderskab er en dansk dramafilm fra 2010, der er instrueret af Nicolo Donato og produceret af Per Holst og Asta Film.
Filmen følger 22-årige Lars (Thure Lindhardt), der efter at have forladt militæret tiltrækkes af den nynazistiske bevægelse og i særdeleshed et af medlemmerne, Jimmy (David Dencik), som han senere flytter ind hos efter at være flygtet hjemmefra. De to mænd indleder en hemmelig affære, men i nynazistiske kredse ser man ikke med milde øjne på homoseksualitet. Trods drastiske forsøg på at spolere forholdet, bliver de to sammen.
Broderskab vandt i 2009 Golden Marc'Aurelio Jury Award for bedste film ved International Rome Film Festival.

## Medvirkende
- Thure Lindhardt
- David Dencik
- Nicolas Bro
- Morten Holst
- Anders Heinrichsen
- Michael Grønnemose
- Signe Egholm Olsen
- Hanne Hedelund
- Claus Flygare
- Peter Plaugborg
- Jon Lange
- Johannes Lassen
- Mads Rømer